# Bø (Telemark)

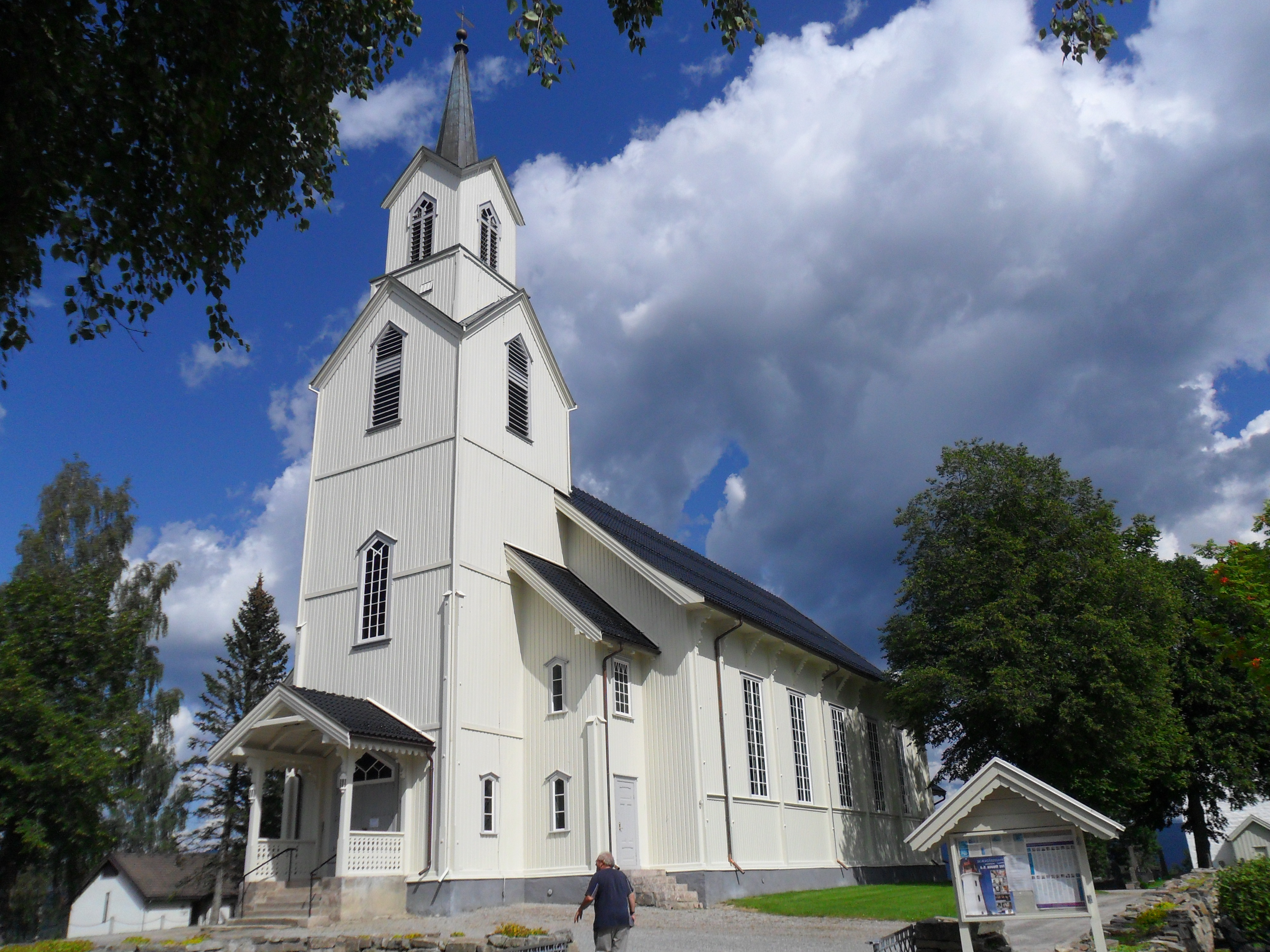
Kirche in Bø

Wappen von Bø

Bø war eine Kommune in der Mitte der norwegischen Telemark. Bø bildete zusammen mit Sauherad und Nome die Region Mitteltelemark. Im Zuge der Kommunalreform in Norwegen wurde Bø zum 1. Januar 2020 mit Sauherad zusammengelegt, wobei das Verwaltungszentrum in Bø liegt. Die Kommune trägt den Namen Midt-Telemark.
Die Stadt wurde am 1. Januar 1838 gegründet, 1867 wurde Lunde von Bø abgekoppelt, um fortan eine eigene Kommune zu werden.
Auf einer Fläche von 263 km² lebten 6630 Einwohner (Stand: 1. Januar 2019). Die Kommunennummer war 0821. Letzter Bürgermeister war Olav Kasland (V).
Bø ist wegen seiner Volkstraditionen bekannt und beherbergt einen der Campus der Universität Südost-Norwegen. Es wurde in der Literatur des Öfteren als „der schönste Platz auf Erden“ bezeichnet.
Der Name der Stadt ist ungefähr gleichbedeutend mit „Bauernhof“. Das Wappen wurde ab dem 19. Februar 1988 verwendet und zeigt drei goldene Fideln auf rotem Hintergrund, die wegen der Berühmtheit der Stadt für traditionelle Musik und wegen der Produktion von Fideln als Symbol ausgewählt wurden.

## Steinmerra

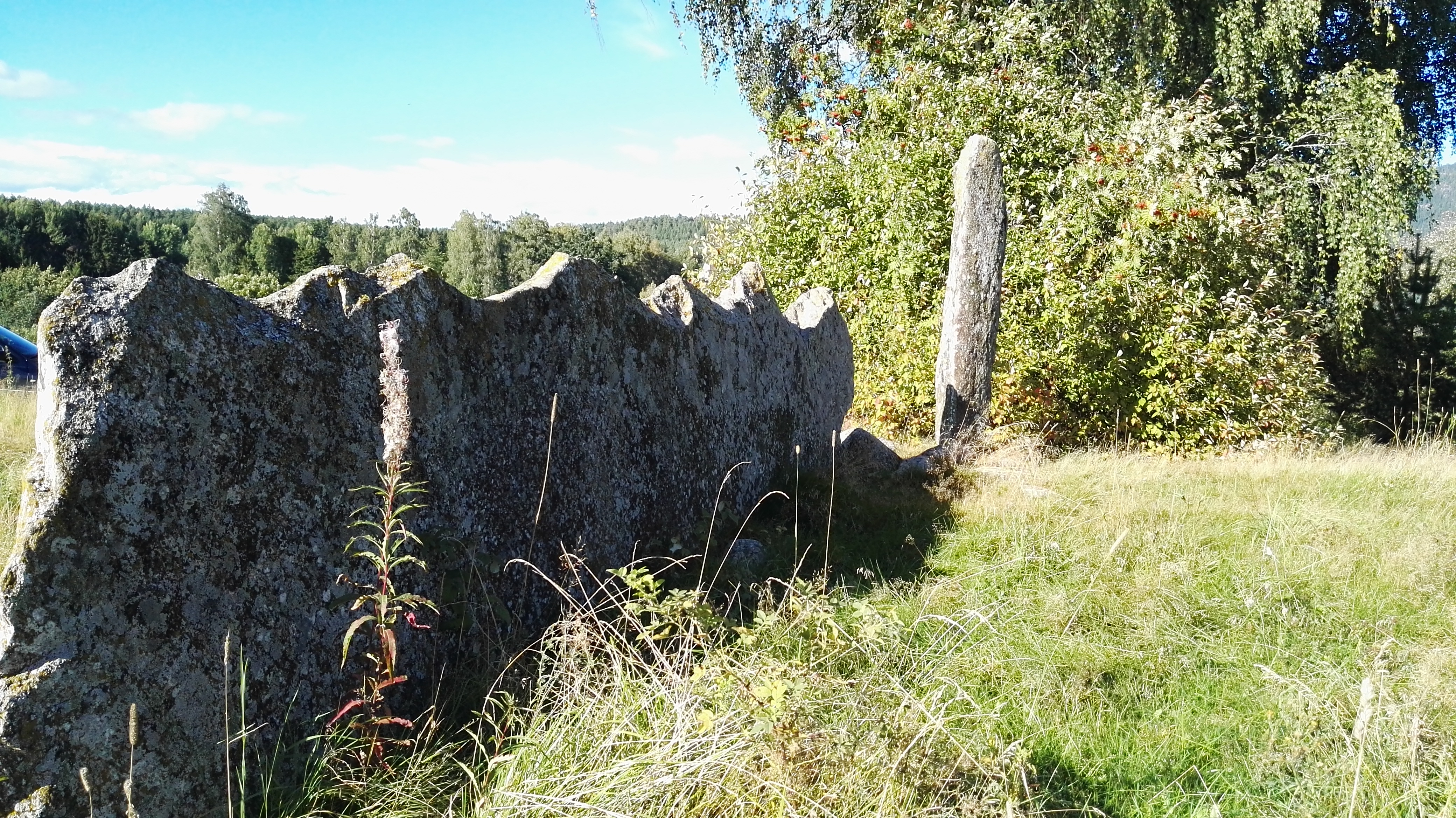
Steinmerra oder Gapestokken

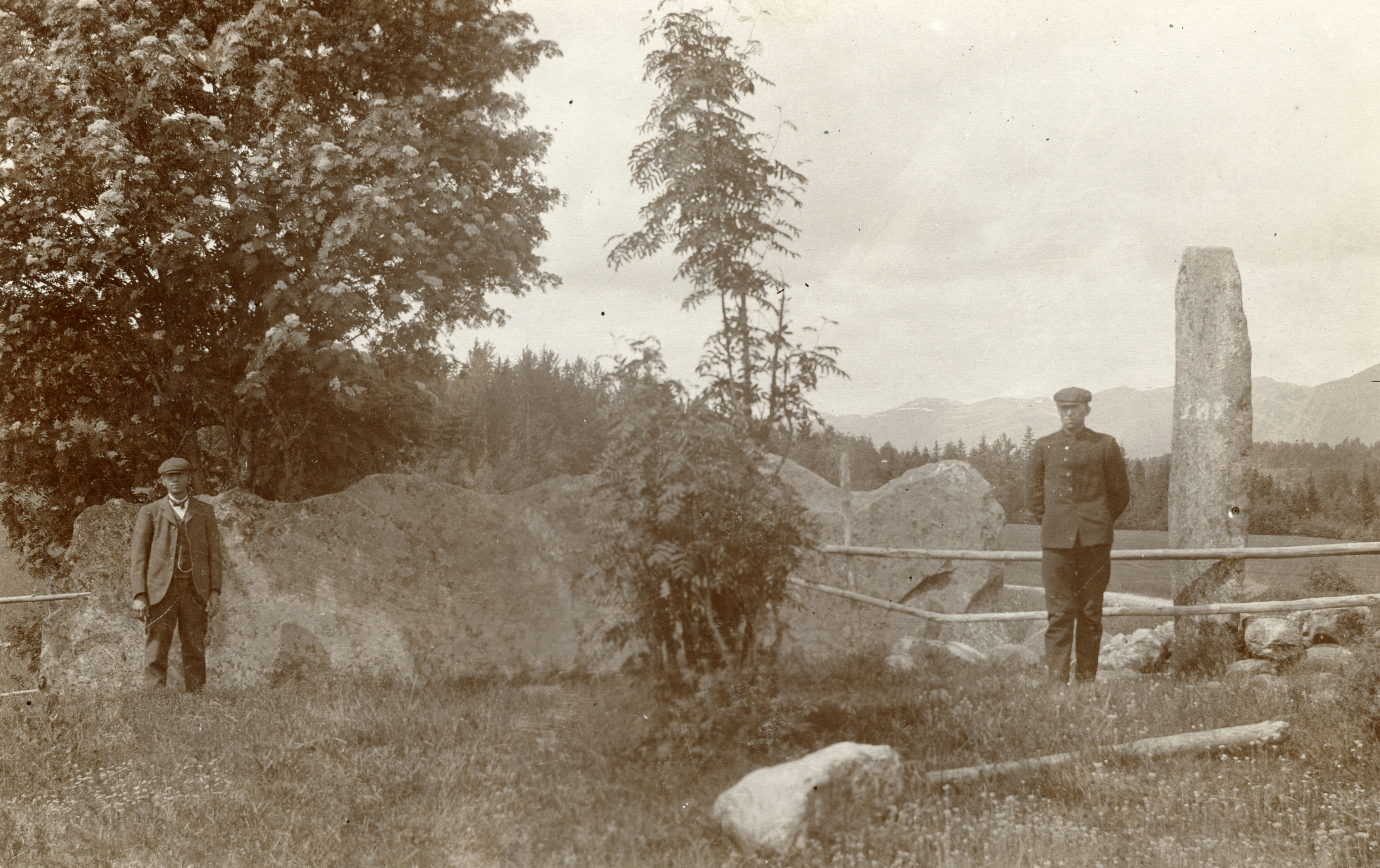
Bild von 1909

Auf dem Bergrücken Gårahaugen, mit Blick auf das Tal von Bø, liegt ein lokal Steinmerra „alter Pferdestein“ genanntes, frei stehendes Steinmonument. Es ist eine auf seiner Kante stehende Steinplatte mit einer Länge von etwa 6,0 Metern, einer Höhe von etwa 1,5 Metern und einer Dicke von 20 bis 30 cm. Die Oberkante hat fünf sattelförmige Eintiefungen, wodurch sie wie ein riesiges Sägeblatt aussieht. Legenden besagen, dass dies ein alter Opferaltar war. Neben der „Steinmerra“ befindet sich ein etwa 2,0 m hoher, 30 cm breiter Bautastein. Hier stand bis 1627 die Stabkirche von Gåra.

## Persönlichkeiten
- Anders Haugen (1888–1984), Skispringer
- Hans Kleppen (1907–2009), Skispringer
- Kim Leine (* 1961), Schriftsteller
- Edy Poppy (* 1975), Schriftstellerin, Künstlerin, Schauspielerin und ehemaliges Model